# 淡水龍山寺
25°10′12″N 121°26′32″E / 25.170062°N 121.4423199°E
淡水龍山寺，為臺灣新北市淡水區的廟宇，主祀觀世音菩薩。目前為直轄市定古蹟。淡水龍山寺、淡水清水巖、淡水鄞山寺與淡水福佑宮合稱為淡水四大廟。本寺與臺灣另外幾座以「龍山寺」為名的寺廟──艋舺龍山寺、鹿港龍山寺、臺南龍山寺、鳳山龍山寺，都是分靈自福建省泉州府晉江縣的安海龍山寺。

## 興廟沿革
清代龍山寺的信徒主要屬泉州的泉安、惠安及南安等俗稱「三邑」人士，泉州由於地理位置的影響，有很強烈的地緣色彩，故清代台灣龍山寺仍多以來自三邑人建造。在台灣的五座龍山寺中，台南大東門外的龍山寺可能最早創建，約於雍正年間。
淡水龍山寺創建於清乾隆年間，黃龍安等頭人募款聚資、武榮洪姓檀越獻地。今日廟宇乃為1853年（咸豐3年）重建，1858年（咸豐8年）完成。 淡水龍山寺不僅是民間信仰中心，也是聚落自治及行會自治中心，兼具自衛、自治、涉外、社交等多元功能， 藉由龍山寺之建立，以鞏固三邑人在淡水勢力。 日治時期之調查亦指淡水一地「之龍山寺、媽祖宮、祖師廟等，悉充為泉州五縣之會館，……名雖為寺院，然充為同鄉人集會場所是實。」 連橫《台灣通史》記載：「龍山寺，在縣轄滬尾街，乾隆年間建，規模頗大。光緒十二年，巡撫劉銘傳奏請賜匾，御書『慈航普渡』四字，懸於廟中，今存。」
- 清咸豐八年三月（1858年）建立。
- 在清治末期、日治時期及國民政府時代整修多次。
- 咸豐八年（1858年）龍山寺建立石碑，標記黃龍安帶頭捐募及洪光海、洪光城兄弟捐獻廟地事蹟；黃龍安三兄弟捐建石造龍柱。
- 光緒十一年（1885年）總兵章高元捐建中庭石板石碑。
- 光緒十二年（1886年）清廷頒賜「慈航普度」匾額。
- 1980年代初期添加一拜亭
- 1985年8月19日被審定公告為國家三級古蹟。

### 奉祀神祇

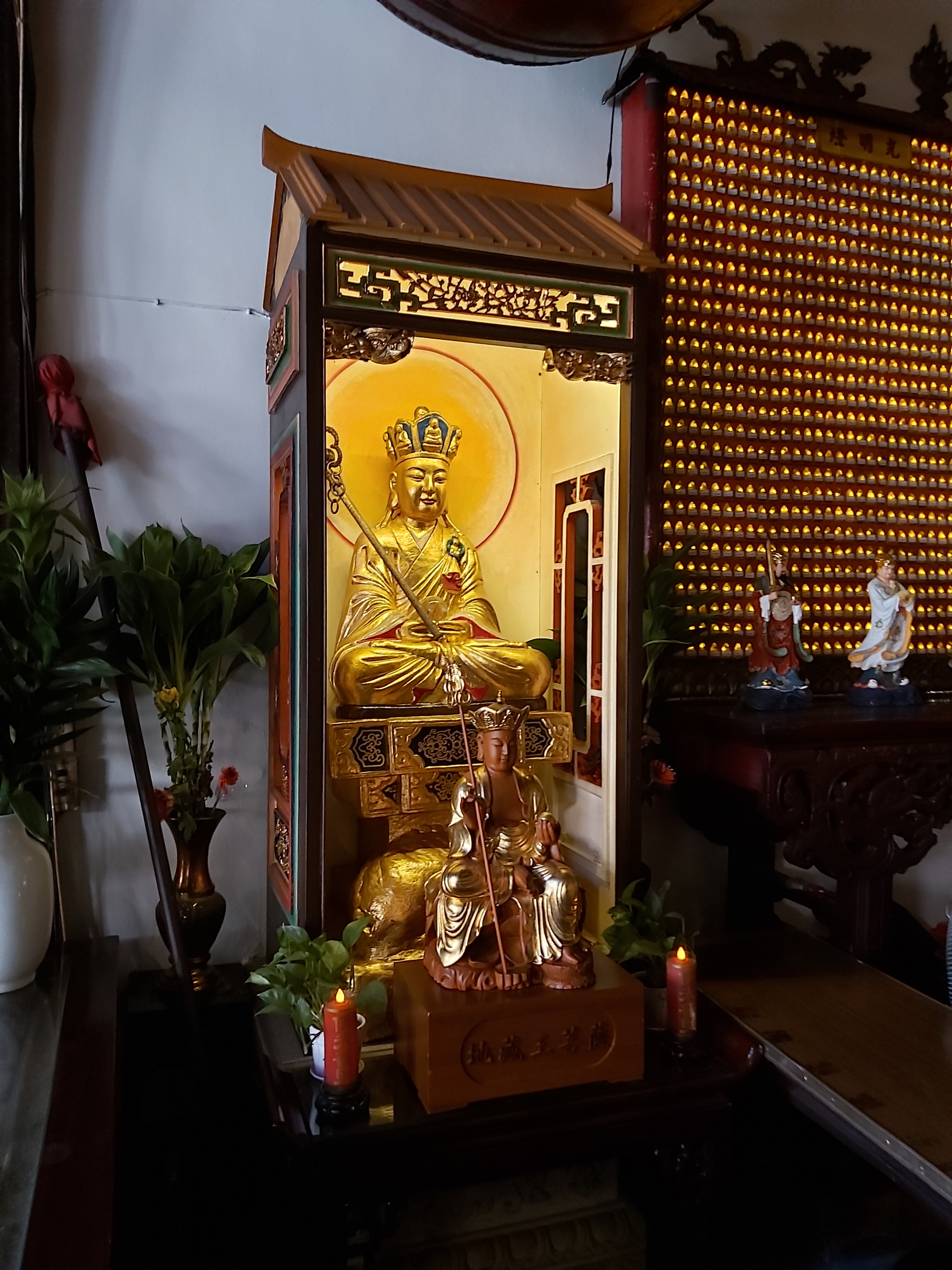
地藏王菩薩像

淡水龍山寺主祀觀世音菩薩，左次間配祀天上聖母、右次間配祀註生娘娘並附祀地藏王菩薩於側，大殿兩側的山牆設有羅漢山奉祀十八羅漢及在地護持的山神、福德正神，三川殿另有小型佛龕供奉文殊與普賢菩薩。

## 建築特色
淡水龍山寺建築格局為面寬12.6米，縱深約35.4米的街屋型廟宇，配置為兩殿兩廊式，大殿為兩坡硬山式做法，面寬三開間，進深五間，屋架有十七架，金柱架為三通五瓜形式。1982年添增拜亭，為歇山式屋頂，屋架為七架，通樑上為二瓜一童柱，左右並以劄牽樑與過水廊連接，非常特別。
1982年(民國71年)農曆二月十九日佛祖誕辰法會後，淡水龍山寺整修，由彩繪名師洪寶真之嫡傳弟子莊武男負責工程，板橋埔墘黃龜理負責木雕，三重楊瑞西負責剪黏，莊武男負責彩繪與佛像脫胎。 1983年初大體完工，再增建中庭拜殿，雖新修而亮麗豔俗，但古物太半保存。

## 重要文化財

### 慈航廣濟 & 南海朝宗
慈航廣濟與南海朝宗，乃淡水海關史上重要之古文物。1860年（咸豐10年）台灣開港， 以安平、淡水兩港對外貿易，英、法、美、德等國來台，派領事設商行。日本治台之前，來台各國總數計達17國。淡水海關在1863年(同治3年)英人侯威爾(John William Howell)為首任副稅務司，繼任者為美人施堅吉(W. S. Schenck)，並以滬尾水師守備舊署作為稅關新址。
慈航廣濟
光緒暮春己卯之月、訂戴花翎特辦台北通商稅務福州旗營協領劉青藜、訂戴花翎辦理滬尾通商董余金、浙江補用知府李彤恩敬立
南海朝宗
光緒辛巳年（按七年）荷月（按六月）吉旦、督辦台北通商稅務鑲藍旗協領　得泉敬酬

### 慈航普度
1861年(同治元年)因三次大地震造成淡水龍山寺毀壞，王盛泰號與許水來沿用舊材， 以原貌修護。
清德宗光緒十二年(1886年)， 中法戰爭後，台灣巡撫劉銘傳奏請光緒帝賜匾，御書「慈航普度」懸於寺中。

### 章高元獻淡水龍山寺石庭記碑
1884年（光緒十年）清法戰爭，淮軍將領章高元率淮勇二營數百人在滬尾助勦有功，論功，加勇號為「年昌阿巴圖魯」。所以酬神，1885年四月前往龍山寺參拜，並捐建此碑。
欽命提督軍門福建臺澎掛印總鎮世襲雲騎尉年昌阿巴圖魯，隨帶軍功加二級紀錄二次

## 外部連結
- 官方网站 （页面存档备份，存于）
- 文化部文化資產局-淡水龍山寺 （页面存档备份，存于）
- 新北市觀光旅遊網-淡水龍山寺 （页面存档备份，存于）